# Rukara (Sektor)
Rukara (Kinyarwanda Umurenge wa Rukara) ist einer von 12 Sektoren im Distrikt Kayonza in der Ostprovinz von Ruanda.

## Geographie
Rukara hat eine Fläche von 64,37 km² und liegt auf einer Höhe von etwa 1540 m. Der Sektor unterteilt sich in die drei Zellen Kawangire, Rukara und Rwimishinya. Nachbarsektoren sind im Nordosten Murundi, im Südosten Gahini, im Süden Muhazi, im Südwesten Kiramuruzi und im Nordwesten Kiziguro. Im Süden liegt der Sektor Rukara am Muhazi-Stausee.

## Bevölkerung
Zur Volkszählung von 2022 betrug die Einwohnerzahl 38.231. Zehn Jahre zuvor waren es 31.176, was einem jährlichen Bevölkerungszuwachs von 2,1 Prozent zwischen 2012 und 2022 entspricht.

## Verkehr
Durch den Sektor verläuft entlang des Nordufers des Muhazi-Sees von Nordwesten nach Südosten die Nationalstraße 24. Auf diese trifft von Nordosten kommend die Nationalstraße 25 sowie eine District Road.